# Sofija Dmitrijewna Lyschina
Sofija Dmitrijewna Lyschina (russisch София Дмитриевна Лыжина; * 17. September 2002) ist eine russische Handballspielerin. Sie ist Erstligaspielerin im Hallenhandball sowie russische Nationalspielerin im Beachhandball.

## Hallenhandball
Sofija Lyschina ist vielseitig einsetzbar, sie kann auf beiden Halbpositionen im Rückraum ebenso spielen, wie auf der Linksaußen-Position. Sie erhielt ihre Ausbildung beim Erstligisten GK Dynamo Wolgograd und wurde dort zunächst vor allem in der zweiten Mannschaft eingesetzt. 2018 debütierte sie in der höchsten russischen Spielklasse, hatte aber weiterhin noch größere Spielanteile in der zweiten Liga.
Lyschina spielte sowohl für die Auswahl ihres Jahrgangs als auch für die A-Auswahl des Oblasts Wolgograd.

## Beachhandball
Das erste internationale Turnier mit einer russischen Auswahl bestritt Lyschina 2019 im Rahmen der Jugendeuropameisterschaften (U17) in Stare Jabłonki, für das sie aus einem Pool von 30 Spielerinnen ausgewählt wurde. Nach einer Niederlage zum Auftakt gegen die Deutschen Mädchen gelangen anschließend in den beiden anderen Vorrundenspielen gegen die Schweiz und Frankreich Siege. In der Hauptrunde gab es Niederlagen gegen Spanien und die Niederlande und dazwischen einen Sieg über die polnischen Gastgeberinnen. Als Dritte ihrer Hauptgruppe waren die Russinnen damit nicht für die Halbfinals, sondern die Platzierungsspiele qualifiziert. Hier gelangen Siege über Litauen und Portugal, womit Russland das Turnier auf dem fünften Platz beendete. Lyschina bestritt alle acht Spiele und erzielte dabei vier Punkte. Neben Tatjana Litwinowa, Wiktorija Korobowa, Tatjana Medwedewa, Darja Garkuschtschenko und Jelisaweta Dudkina in das Aufgebot der direkt im Anschluss an selber Stelle stattfindenden Europameisterschaften 2019 berufen.

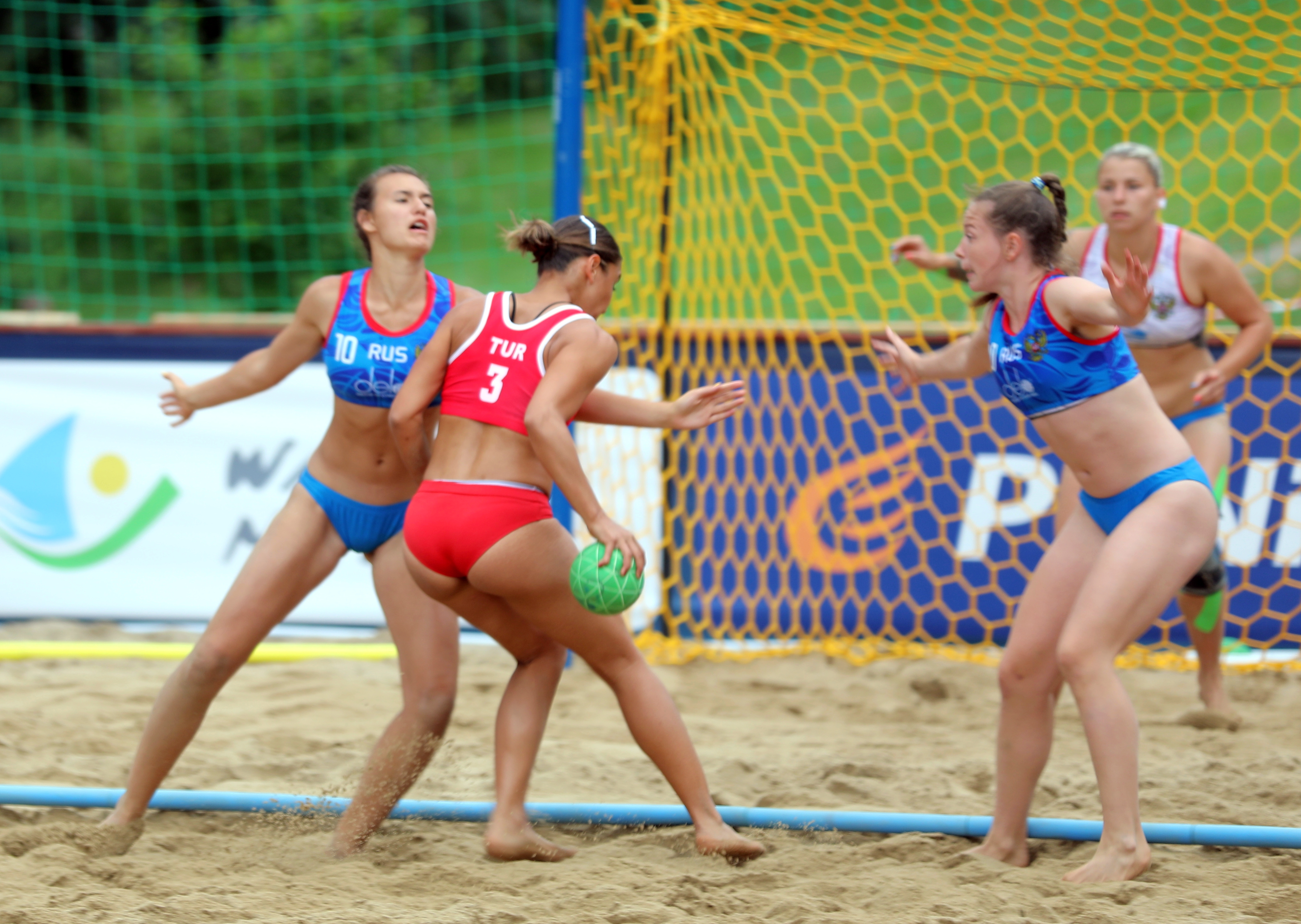
Lyschina (links) im Platzierungsrundenspiel gegen die Türkei; weiter von links: Ümmügülsüm Bedel, Sofja Krachmaljowa, im Tor Margarita Kuschnyr

Auch bei der EM spielten die Russinnen als erstes gegen Deutschland und unterlagen erneut in Shootout. Danach folgte gegen Nordmazedonien der einzige Sieg in der Vorrunde. Als Vorletzte ihrer Gruppe gelang nicht die Qualifikation für die Hauptrunde. In der Trostrunde unterlag Russland zunächst ein weiteres Mal gegen Frankreich, bevor zwei Siege gegen Slowenien und Rumänien gelangen. Es folgten die Platzierungsspiele. Hier gewannen die Russinnen ihr erstes Spiel gegen die Türkei und schlugen im letzten Spiel um den neunten Rang die Deutschen Frauen. Lyschina bestritt alle zehn Partien, blieb als reine Defensivspielerin aber ohne jeden erzielten Punkt. Mit vier Zeitstrafen und einem vorzeitigen Spielausschluss nach zwei Zeitstrafen im Platzierungsspiel gegen Portugal.
Auch 2021 gehörte sie zum russischen WM-Aufgebot im bulgarischen Warna. Russland spielte ein schwaches Turnier. Zunächst wurden gegen Griechenland, Frankreich und Polen alle drei Vorrundenspiele verloren. Damit blieb Russland nur ein Platz in der Trostrunde, wo zwei Siege über Rumänien und die Gastgeberinnen aus Bulgarien und zwei Niederlagen gegen die Ukraine und Italien folgten. Damit spielte Russland als drittplatzierte Mannschaft der Fünfergruppe noch einmal im Platzierungsspiel um den 15. Rang gegen Bulgarien und gewann das Spiel. Erneut kam Lyschina in allen, dieses Mal acht, Spielen zum Einsatz und erzielte in diesem Turnier sechs Punkte, allein vier davon im abschließenden Spiel gegen Bulgarien.

## Einzelbelege
1. ↑  European Handball Federation - 2019 Women's Ech Beach Handball 17 / Final Tournament. Abgerufen am 4. April 2021 (englisch).
2. ↑  European Handball Federation - 2019 Women's ECh Beach Handball / Final Tournament. Abgerufen am 18. November 2020 (englisch).
3. ↑  European Handball Federation - 2021 Women's ECh Beach Handball / Final Tournament. Abgerufen am 17. September 2021 (englisch).

| Personendaten    | Personendaten                                                                  |
| ---------------- | ------------------------------------------------------------------------------ |
| NAME             | Lyschina, Sofija Dmitrijewna                                                   |
| ALTERNATIVNAMEN  | Лыжина, София Дмитриевна (russisch); Lyzhina, Sofiya (englische Transkription) |
| KURZBESCHREIBUNG | russische Handballspielerin                                                    |
| GEBURTSDATUM     | 17. September 2002                                                             |